# Anita Palmero
Anita Palmero (Ronda, Málaga, España; 13 de septiembre de 1902 - Buenos Aires, Argentina; 11 de enero de 1987) fue una cancionista, tonadillera, cupletista, cantante de tango y actriz española, que incursionó en el mundo artístico de Argentina. 
En 1929 cantó Botarate en el filme Mosaico criollo de Edmo Cominetti, que constituye el primer tango cantado en el cine.

## Biografía
Se crio en la ciudad de Málaga, España, junto a sus otras cuatro hermanas: Catalina, María, Mercedes y Carmen. Su padre, Manuel Palmero Rojas, fue un electricista exclusivo de teatros, por lo que Anita desde muy niña estuvo en contacto con el medio artístico.
En 1917, fallece su madre, por motivos económicos se traslada a Casablanca con el resto de la familia.

## Carrera
En España, trabajó en un teatro de Casablanca en un espectáculo llamado Kursaal Frances junto a Antonio Vives y Carmencita Lorenzo.
Desde muy joven, Palmero, inició su carrera como cupletista, actuando en Gibraltar y en Casablanca. En 5 de noviembre de 1925, después de realizar una gira como tonadillera por México y Cuba, viaja a Buenos Aires donde, gracias a la intermediación de José Razzano, debuta cantando tangos en el Teatro Tabarís con buen suceso.
En 1927 grabó con la orquesta de Francisco Canaro los tangos Fumando espero, Araca corazón, Gurrumina y Viejo ciego, entre otros, con el sello nacional Odeón. En 1928 graba varios tangos con la orquesta de Roberto Firpo.
En 1929 y 1932 graba varios tangos acompañada de "El Negro" José Ricardo, guitarrista de Carlos Gardel, destacándose sus éxitos Burrero y Botarate. En 1929 cantó Botarate en el filme Mosaico criollo de Edmo Cominetti, que constituye el primer tango cantado en el cine.
Anita Palmero integró un destacado grupo de mujeres que protagonizó la expansión mundial del tango en las décadas de 1920 y 1930, durante la etapa conocido como la Guardia Nueva. En este grupo también estaban Mercedes Simone, Azucena Maizani, Rosita Quiroga, Ada Falcón, Libertad Lamarque, Lely Morel, Virginia Vera, Sofía Bozán, Adhelma Falcón, Mercedes Carné, Tania, Nelly Omar y Tita Merello.
Su repertorio incluía tangos pintorescos y humorísticos al estilo de los cantados por Sofía Bozán y Tita Merello.
En 1931 actuó en La fiesta del tango, celebrado en el Teatro Colón, donde Libertad Lamarque fue galardonada como "Reina del tango".
En 1933 se incorporó al elenco de Radio Splendid y, posteriormente, a los de las radios Prieto y LR2 Argentina. En radio Prieto trabajó junto a Santiago Devin, Tania, Alberto Vila y Edgardo Donato, entre otros.
En 1948 y 1949 formó parte del elenco estable del Teatro Cervantes, donde actuó en la obra La divisa punzó, de David Peña, interpretando a Doña Agustina Rosas de Mansilla.
En 1963 se retiró de la actividad artística.

## Cancionero
- Botarate
- Sentencia gitana
- Bigotito
- Burrero seco
- Encantadora
- Ilusión marina
- Reza por mí
- Negrita, quiere café?
- El pasodoble
- El niño de las monjas
- Al mundo le falta varios tornillo
- Andate
- Fumando espero
- Piedad
- Marioneta
- Te acordás de aquella vidalita?
- Caperucita
- A La comadreja
- Hasta que ardan los candiles
- Levanté los ojos para ver el cielo
- Bajando la serranía
- A Escribile al comisario
- Churrasqueando
- El que con chicos se acuesta
- La mentirosa
- Te piantaste? Buena suerte!
- La carrera de sortija
- Viejo ciego
- Para qué vivir
- Naipe marcado[3]

### Filmografía
- 1929: Mosaico criollo
- 1949: Fúlmine  con Pepe Arias.
- 1950: El ladrón canta boleros con Mario Clavell.
- 1954: Misión en Buenos Aires

## Vida privada
Estuvo casada por varios años con su segundo marido, el actor y animador radial Lalo Harbin, cuya separación casi termina en tragedia cuando Harbin le disparó dos veces a la cancionista, pero por suerte las balas nunca salieron.

## Fallecimiento
Tuvo un sonado romance con José Razzano, siendo incluso adjudicada su participación en la separación artística de ambos cantantes.
Anita Palmero falleció el 11 de enero de 1987 en un asilo de ancianos. Sus restos descansan en el panteón de artistas del Cementerio de la Chacarita. Tenía 87 años.
En el 2010, los autores Beneroso y De la Vega, junto con su hermana Carmen Palmero, realizaron un documental sobre su vida.